# Willy Hummel
Wilhelm „Willy“ Hummel (* 13. Dezember 1872 in Gottlieben; † 22. März 1939 in Davos) war ein Schweizer Landschafts- und Porträtmaler, Zeichner, Grafiker und Kunstpädagoge.

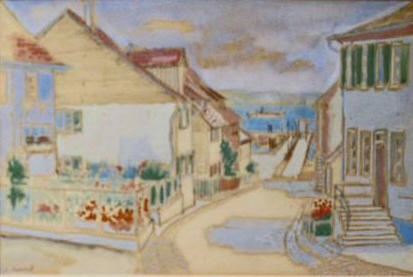
Wilhelm Hummel: Schiffsstation in Gottlieben

## Leben und Werk
Hummel absolvierte die Primar- und Sekundarschule in Gottlieben und die 4. technische Klasse der Kantonsschule in Frauenfeld. Anschliessend besuchte er für zwei Jahre die  Kunstgewerbeschule in Zürich und von März 1891 bis September 1892 die Privatschule von Heinrich Knirr in München. Im Oktober 1892 wurde er Schüler von Jean-Paul Laurens und Benjamin Constant an der Pariser Académie Julian. Im August 1894 unternahm er eine Studienreise in die Bretagne und kehrte im Dezember 1894 nach Gottlieben zurück. 1904 zog Hummel nach Zürich, wo er an Luise Stadlers «Kunst- und Kunstgewerbeschule für Damen» unterrichtete. 1913 gründete er in Zürich eine eigene Kunstschule. Von 1921 bis 1927 war er als Lehrer für Figurenzeichnen an der Zürcher Kunstgewerbeschule tätig. Von 1909 bis 1914 gehörte Hummel dem Vorstand der Zürcher Kunstgesellschaft an; während 20 Jahren wirkte er in deren Ausstellungs- und Sammlungskommission mit.
Hummels Liebe zur Natur prägte sein Werk: «Wenn irgendwo an einem schönen Morgen Meister Hummel hinter seiner Staffelei am Werk war, das Plätschern von Wellen hörte, und die vielen Sommergeräusche von Insekten und Vögeln als leise Begleitungsmusik an sein Ohr drangen, dann war er glücklich und war selber ein Stück dieser Natur. Und wenn seine Landschaftsdarstellungen über alles hinaus, was persönliche Begabung und Lehre und Charakter einem Maler zu geben vermögen, noch etwas in sich haben, so ist es wohl auch für den Betrachter dieses starke Naturgefühl und die innere Verbundenheit mit Baum und Busch und Erde, mit Wasser und Wolke.» Neben Landschaften malte Willy Hummel Porträts und Stillleben.

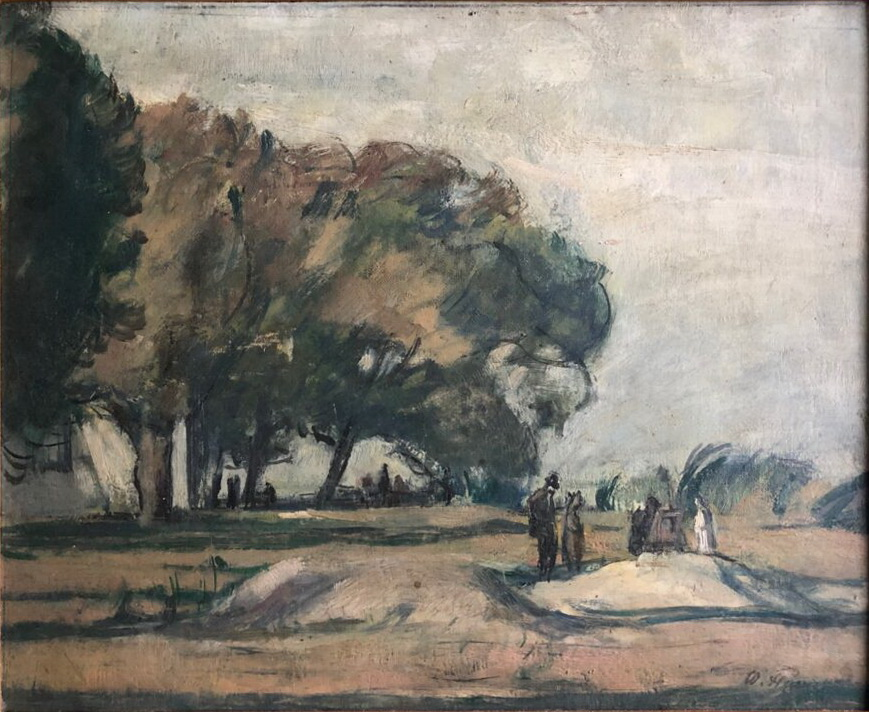
Willy Hummel: Bei Altenrhein

Die Bildhauerin Nelly Bär-Theilheimer (* 7. April 1910) und ihr Ehemann, der Bildhauer, Kunstsammler und Bankier Werner Bär (* 30. Oktober 1899; † 2. Februar 1960) erhielten 1931 bis 1932 von Hummel Zeichenunterricht. Der Maler Otto Baldinger (* 5. Juli 1906) besuchte bis 1939 seine Kurse und die Malerin Sigrun Barbezat-Weitsprecht (* 28. Januar 1886; † 25. Dezember 1968) studierte vor 1922 bei ihm in Zürich.